# Montoro (Espanya)
Montoro és una localitat de la província de Còrdova, Andalusia, Espanya.

## Demografia
| 1996  | 1998  | 1999  | 2000  | 2001  | 2002  | 2003  | 2004  | 2005  | 2006  |
| ----- | ----- | ----- | ----- | ----- | ----- | ----- | ----- | ----- | ----- |
| 9.394 | 9.489 | 9.481 | 9.457 | 9.445 | 9.488 | 9.509 | 9.491 | 9.583 | 9.690 |

## Història
La presència d'assentaments humans a Montoro està testificada mitjançant restes arqueològiques des d'època prehistòrica. Com a nucli urbà s'especula amb la possibilitat que es fundés per part dels colonitzadors grecs, qui l'haurien denominat Aypora o Eipora, encara que això no s'ha pogut demostrar fefaentment. Si que està plenament demostrada l'existència d'un nucli ibèric al Llanete de los Moros, on les excavacions arqueològiques han tret a la llum estructures arquitectòniques i aixovars funeraris, actualment exposats al Museu Arqueològic i Etnològic de Còrdova, amb seu en la capital. Aquestes restes estan datades entorn dels anys 4500-5000 aC.
En època romana va ser una important ciutat, anomenada Epora, fins al punt de figurar com una de les dues ciutats federades de la Bètica (l'altra era Cadis). D'aquest període destaca una escultura thoracata exposada en el museu local, així com diverses inscripcions. Després del període visigot i musulmà, la ciutat és conquistada definitivament pel rei cristià Ferran III de Castella el dia de Sant Bartomeu (24 d'agost) de 1238, segons uns autors, o de 1240 segons uns altres. És per aquest motiu que aquest sant va ser nomenat patró de la ciutat i titular de la seva església parroquial.
Va pertànyer al Concejo de Còrdova fins que a mitjan segle xvii va passar a les mans del marquès del Carpio, Luis Méndez de Haro y Sotomayor, a la casa del qual nobiliària va pertànyer fins que en el segle xix es van abolir els drets senyorials. El comportament dels seus veïns durant la invasió napoleònica li va valer el títol de "Molt Noble, Leal i Patriòtica Ciutat de Montoro". Després de conèixer els habitants de Montoro els excessos comesos pels francesos a Còrdova capital, van decidir una estratègia d'engany, que faria creure els francesos que eren ben rebuts a Montoro, per, a continuació, acabar amb tots els que poguessin. Diverses vegades es va repetir això amb el resultat que Montoro fou l'únic punt independent a tot Espanya que els francesos van deixar a la seva rereguarda. No obstant això, aquesta situació de "illa en terra" li va costar no poques vides i una gran caiguda en la productivitat i la natalitat, quedant la població molt reduïda. Només després de més de 30 anys (cap a 1840), la població havia recuperat el seu valor de 1808.